# Fincantieri
Fincantieri - Cantieri Navali Italiani S.p.A. je italijansko ladjedelniško podjetje s sedežem v Trstu. Ustanovili so ga leta 1959. Je največje evropsko ladjedelniško podjetje in eno izmed največjih svetovnih ladjedelničarjev. Proizvaja potniške, tovorne in vojaške ladje. Ladjedelnica v Tržiču je oddaljena približno 15 kilometrov južno od Nove Gorice.

## Ladjedelnice

### Potniške križarke in trajekti
- Tržič
- Ancona
- Castellammare di Stabia (Neapelj)
- Marghera, Benetke
- Sestri Ponente (Genova)

### Vojaške ladje
- Muggiano (La Spezia)
- Riva Trigoso (Sestri Levante, Genova)
- Marinette Marine (Marinette, Wisconsin)

### Drugo
- Palermo
- Trst
- VARD (bivši STX Offshore & Specialized Vessels) (Alesund)